# Vlag van Cáceres

Onofficiële vlag van de provincie Cáceres

De Spaanse provincie Cáceres voert geen officiële vlag. De provinciale raad van de provincie Cáceres heeft bevestigd dat er geen provinciale vlag is.
De onofficiële vlag bestaat uit twee gelijke vierkanten naast elkaar, waarbij een gekroonde rode leeuw op een donkerpaarse achtergrond en een gouden toren op een witte achtergrond. De vlag is gebaseerd op het hartschild van het provinciale wapen. De vlag is een combinatie van de leeuw van het koninkrijk León en het kasteel van het koninkrijk Castilië. De stad werd veroverd op de Arabieren door Ferdinand en Isabella van Castilië en León.